# Osiedle XX-lecia (Grodzisk Mazowiecki)
Osiedle XX-lecia – osiedle mieszkaniowe zlokalizowane w centrum Grodziska Mazowieckiego, wybudowane na przełomie lat 60 i 70 XX wieku.
Osiedlem administruje Grodziska Spółdzielnia Mieszkaniowa.

## Historia
Decyzja o budowie nowego osiedla w centrum miasta została podjęta przez grodziskich spółdzielców w latach 60 XX wieku, po zakończeniu budowy osiedli przy ulicach Grunwaldzkiej, Sadowej oraz Spółdzielczej. Osiedle zbudowane zostało w latach 1966-1970, a jego budowa odegrała znaczącą rolę w układzie przestrzennym miasta, gdyż było to pierwsze w Grodzisku Mazowieckim osiedle, które posiadało luźno rozlokowane bloki mieszkalne oraz otaczającą je zieleń z ciągami pieszo-jezdnymi. 
Po zakończeniu realizacji osiedla XX-lecia przystąpiono do budowy niewielkiego osiedla przy zbiegu ulic Sienkiewicza oraz Kościuszki, które architektonicznie przypomina osiedle XX-lecia. Osiedle zbudowano do 1971 roku, powstało na terenie dawnych letniaków, będących częścią Zakładu Wodoleczniczego. 

## Budynki
Na terenie osiedla zbudowano łącznie 11 budynków mieszkalnych, w których ulokowano 550 mieszkań. Największe trzy budynki pod adresami: Sienkiewicza 49B, Sienkiewicza 45C, Montwiłła 71 liczą kolejno 170, 120 i 100 lokali. Pozostałe budynki to tzw. „punktowce”, składające się z jednej klatki schodowej, gdzie średni metraż mieszkań wynosi 47,5 m². Wszystkie bloki pozbawione były okien na klatkach wejściowych, ich oświetlenie zapewniały „świetliki” zlokalizowane na najwyższej kondygnacji każdego z bloków.